# Nordisk Skolebibliotekarforenings Børnebogspris
Nordisk Skolebibliotekarforenings Børnebogspris  eller Nordisk Børnebogspris var en hæderspris, som fra 1985 til 2013 blev uddelt af Nordisk Skolebibliotekarforening. Med prisen fulgte et diplom og en kontant pengegave. Prisen blev fra 2013 erstattet af Nordisk Råds børne- og ungdomslitteraturpris.

## Prismodtagere
| Årstal | Prisvinder                           | Land     |
| ------ | ------------------------------------ | -------- |
| 1985   | Maria Gripe                          | Sverige  |
| 1986   | Tormod Haugen                        | Norge    |
| 1987   | Kaarina Helakisa                     | Finland  |
| 1988   | Mette Newth                          | Norge    |
| 1989   | Svend Otto S.                        | Danmark  |
| 1990   | Mats Wahl                            | Sverige  |
| 1991   | Ólavur Michelsen                     | Færøerne |
| 1991   | Erik Hjorth Nielsen                  | Danmark  |
| 1992   | Gudrun Helgadóttir                   | Island   |
| 1993   | Bjarne Reuter                        | Danmark  |
| 1994   | Torill Thorstad Hauger               | Norge    |
| 1995   | Viveca Lärn Sundvall                 | Sverige  |
| 1995   | Torun Lian                           | Norge    |
| 1996   | Louis Jensen                         | Danmark  |
| 1997   | Lars-Henrik Olsen                    | Danmark  |
| 1998   | Ulf Stark                            | Sverige  |
| 1999   | Annika Thor                          | Sverige  |
| 2000   | Bent Haller                          | Danmark  |
| 2001   | Edward Fuglø                         | Færøerne |
| 2002   | Thore Hansen                         | Norge    |
| 2003   | Kristín Steinsdóttir                 | Island   |
| 2004   | Lene Kaaberbøl                       | Danmark  |
| 2005   | Ragnheiður Gestsdóttir               | Island   |
| 2006   | Erik Newth                           | Norge    |
| 2007   | Brynhildur Þórarinsdóttir            | Island   |
| 2009   | Stian Hole                           | Norge    |
| 2011   | Marjun Syderbø Kjelnæs               | Færøerne |
| 2013   | Jo Salmson og Natalia Batista (ill.) | Sverige  |